# チンタラー・プーンラープ
チンタラー・プーンラープ（タイ語: จินตหรา พูนลาภ、英: Jintara Poonlarp、1969年3月6日 - ）は、タイのモーラム／ルクトゥン歌手。通称：チン（จิน、Jin）。1987年、18歳のときにグラミーと、37歳から10年間はR-Siamのもとでアーティストとして契約を結んでいた。現在は独立。

## 来歴
1969年3月6日、ローイエット県カセート・ウィサイ郡シンコーク地区バーンチャントゥン（บ้านจานทุ่ง）の農家の5人きょうだいの4番目の子供として生まれる。本名：チンタラー・ジャンルアン（จินตหรา จันทร์เหลือง）。
幼少時より歌が巧く、コーンケン県のコンテストで優勝した後スカウトされ、モデル、ラジオのDJ、歌手としてデビューした。
学業にも優れ、スワン・スナンター大学（มหาวิทยาลัยราชภัฏสวนสุนันทา）で人文社会科学の学士号を取得して卒業。その後2004年にはローイエット大学（มหาวิทยาลัยราชภัฏร้อยเอ็ด）で芸術学部・演劇ドラマ学科の名誉学士号を取得している。
1987年にグラミー（ค่ายแกรมมี่）社から「学校に騙されて（ถูกหลอกออกโรงเรียน）」でデビュー。「友達が書いた手紙（วานเพื่อนเขียนจดหมาย）」は朝のニュースラジオ番組で火がつき、1987年から1988年にかけて80万枚を売り上げた。デビューから4枚目までのアルバムはタイ中央部に人気のあるルクトゥン歌謡だったが、5作目以降グラミー社の契約が満了する16作目のアルバムまでは東北部に根強く人気を持つモーラム（タイ中央部の標準タイ語ではなくイーサーン語混じり、またはイーサーン語のみで歌われる）の作品で、チンタラーは同社のナンバーワン・モーラム・アーティストとなった。
下品で低俗とされていたモーラムをラジオなどで放送できるようにして、イーサーン地方以外に紹介した功績は大きい。それまでモーラムの歌詞は、男女が卑猥な台詞を掛け合いで歌うようなものが主流だったが、卑猥でないばかりか文芸的にも趣のある歌詞で歌った。また、要所にイーサーン語をちりばめたタイ標準語で歌う作品も発表し、モーラムの普及に貢献した。
高名なローカル歌手といった位置付けだったが、2002年、タイの国民歌手トンチャイ・メーキンタイ（ธงไชย แมคอินไตย์）との共作「フェーン・チャ（แฟนจ๋า 恋人よ）と「マー・タマイ（มาทำไม なぜ来た）」で、タイで最も人気のあるアーティストの一人となった。
2007年7月、R Siam（อาร์ สยาม）社と契約を締結。 契約は10年間で満了。現在は独立系アーティストである。
配偶者はコブキッティー・クウィースンタンクーン（กอบกิตติ กวีสุนทรกุล）。

## 作品

### 制作アルバム

#### インディペンデント
- ヤオ姉さんとチンタラー คิดถึงพี่ยาว,สาวจินตหรา（1985-1986）

#### グラミー所属
- シリーズ1 学校に騙されて  ถูกหลอกออกโรงเรียน（1987）
- シリーズ2 友達が書いた手紙 วานเพื่อนเขียนจดหมาย（1987）
- シリーズ3 独り娘 โสดบริสุทธิ์（1988）
- シリーズ4 ウィエンヌムタイ広場の娘 สาวเวียง หนุ่มไทย（1988）
- シリーズ5 餅米労働者 แรงงานข้าวเหนียว（1988）
- シリーズ6 愛の力 พลังรัก（1989）
- シリーズ7 涙に暮れる ตามใจน้ำตา（1989）
- シリーズ8 昼食の娘 สาวไร่มัน（1990）
- シリーズ9 イーサーンの難民娘 สาวอีสานพลัดถิ่น（1990）
- シリーズ10 最後の人でいて ขอเป็นคนสุดท้าย（1990）
- シリーズ11 たくさんの手紙 จดหมายหลายฉบับ（1991）
- シリーズ12 愛の活力 อำนาจรัก（1991）
- シリーズ13 外国人の愛を待つ คอยรักต่างแดน（1992）
- シリーズ14 3種類、3スタイル ลำ 3 แบบ 3 สไตล์（1993）
- シリーズ15 砂糖黍畑で待つ愛 ไร่อ้อยคอยรัก（1993）
- シリーズ16 消えた新郎 เจ้าบ่าวหาย（1993）

#### マースタ・テップ所属
- シリーズ17 レモングラス農家の絶望 สิ้นหวังที่วังตะไคร้（1994）
- シリーズ18 哀しみの心 สงสารหัวใจ（1995）
- シリーズ19 友達に挨拶 อวยพรให้เพื่อน（1996）
- シリーズ20 一方的に愛して ขอรักฝ่ายเดียว（1996）
- シリーズ21 重なる愛 รักซ้อนรัก（1996）
- シリーズ22 バスステーションで彼を待つ รอพี่ที่ บ.ข.ส.（1997）
- シリーズ23 悲しみを忘れるために飲む ดื่มเพื่อลืมเศร้า（1997）
- シリーズ24 現れた愛 รักโผล่โสนแย้ม（1997）
- シリーズ25 逃亡者 ผู้หนีช้ำ（1998）
- モーラムシリーズ1  木綿の花が好き รักสลายดอกฝ้ายบาน（1998）
- モーラムシリーズ2  ワリンの涙 น้ำตาสาววาริน（1999）
- モーラムシリーズ3  涙が口論を止めた น้ำตาหล่นบนเถียงนา（2000）
- モーラムシリーズ4  雨に泣く娘 สาวน้ำพองสะอื้น（2001）
- モーラムシリーズ5  西瓜 แตงโมจินตหรา（2001）
- モーラムシリーズ6  滑り落ち壊れるグラス ถ้วยป่นหลุดมือ（2001）
- モーラムシリーズ7  約束を待つ นัดรอบ่พ้ออ้าย（2002）
- チンタラー 浮気者を歌う 第1集 จินมาแล้วจ้า ชุดที่ 1 ซังบ่าวเจ้าชู้（2003）
- モーラムシリーズ8  多くの妻を持つ美男の映画 รูปหล่อหลายเมีย（2003）
- モーラムシリーズ9  チュムペーの失恋 สาวชุมแพแพ้รัก（2004）
- モーラムシリーズ10  蛇神様の愛 พญานาคฝากรัก（2004）
- モーラムシリーズ11  鉛の心 คนนำทางใจ（2005）
- モーラムシリーズ12  間違い電話に出てしまう ฮัลโหลโทรผิด（2006）
- モーラムシリーズ13  恋人を心配して集う場所 ห่วงแฟนแดนชุมนุม（2006年）
- 花畑の娘 สาวทุ่งดอกจาน（2007）

#### R Siam所属
- チンタラー大全集1 涙銀行 ธนาคารน้ำตา（2007）
- チンタラー大全集2 いつも彼女の横に อยู่ข้างเธอเสมอ（2008）
- チンタラー大全集3 親愛なるミセス มิสซิสเหี่ยน（2008）
- チンタラー大全集4 彼女なしでは生きていけない ชีวิตฉันขาดเธอไม่ได้（2010）
- チンタラー大全集5 謝罪 ฝากคำขอโทษ（2010）
- チンタラー大全集6 戻ってきて ขอใจฉันคืน（2011）
- チンタラー大全集7 恋をしたことがありますか เคยรักกันบ้างไหม（2013）
- チンタラー大全集8 彼女の腕の中で私になりたい อยากเป็นฉันในอ้อมกอดเธอ（2014）
- チンタラー大全集9 女王は正しい เมียหลวงทวงสิทธิ์（2015）

#### インディペンデント
- 彼が振り回す私たちの恋人 แฟนเราแต่เขาควง（2017）
- シングル Single（2017〜現在）

### 代表曲
- Wan puean kian jot mai (วานเพื่อนเขียนจดหมาย)
- Rai oi khoi rak (ไร่อ้อยคอยรัก)
- Songsan huajai (สงสารหัวใจ)
- Uaipon hai puean (อวยพรให้เพื่อน)
- Mor Lam Sa On+Luk Thung Sa on 1st-14th (หมอลำสะออน+ลูกทุ่งสะออน ชุด 1-14)
- Jintara Krob Krueang 1st-9th (จินตหราครบเครื่อง ชุด 1-9)
- Tao Ngoy (เต่างอย)[3]
- Phak Dee Tee Jeb (ภักดีที่เจ็บ)[4]

## 参照
1. ↑  ThaiSunday.com - The Morlam, The Merrier
2. ↑  สเต็ปนี้พี่หลงรัก! จินตหรา ปลื้ม เต่างอย เปิดได้ทุกเทศกาล ไม่เว้นแม้แต่แห่นาค (มีคลิป)
3. ↑  ม่วนซื่น! อุปทูตฯ-นาวิกโยธินสหรัฐแดนซ์เพลง "เต่างอย" วันสงกรานต์
4. ↑  "จินตหรา พูนลาภ" คว้า 2 ศิลปินร้อยล้านวิว! ร่วมงานในเอ็มวีใหม่ "ภักดีที่เจ็บ"